# نغوين فو فونج
نغوين فو فونج (بالفيتنامية: Nguyễn Vũ Phong) هو لاعب كرة قدم فيتنامي في مركز نصف الجناح، ولد في 6 فبراير 1985 في فينه لونج ‏ في فيتنام. شارك مع منتخب فيتنام تحت 23 سنة لكرة القدم ومنتخب فيتنام لكرة القدم. أما مع النوادي، فقد لعب مع نادي إس إتش بي دا نانغ ونادي بيكامكس بين دونغ.

## وصلات خارجية
- نغوين فو فونج على موقع قاعدة بيانات كرة القدم.إي يو (الإنجليزية)
- نغوين فو فونج على موقع ناشيونال فوتبول تيمز (الإنجليزية)
- نغوين فو فونج على موقع Soccerway.com (الإنجليزية)